# Halden Topphåndball
Halden Topphåndball är en handbollsklubb från Halden i Haldens kommun, bildad den 18 april 2011. Remmenhallen är deras hammaarena. Klubben gick upp till Eliteserien inför säsongen 2014/15.